# Stand Up
Stand Up is een album van de Britse rockband Jethro Tull, uitgebracht in 1969.

## Geschiedenis
Stand Up onderscheidt zich van zijn voorganger This Was doordat het minder gebaseerd is op blues, maar meer een combinatie is van jazz en rock. Het wordt beschouwd als het eerste progressieve-rockalbum van de band.
Dit album kwam binnen op nummer 1 in de Engelse hitlijsten, iets wat hun toenmalige platenmaatschappij Island Records nog nooit overkomen was.
De hoes bevat een 'pop-upafbeelding' van de bandleden, een verwijzing naar de titel van het album.
De titels van This Was en Stand Up zijn als volgt te verklaren:
- This Was was een statement van Ian Anderson dat na dit album Jethro Tull een andere muzikale koers zou gaan varen: de blues vaarwel en de rock tegemoet.
- Stand Up zou staan voor de wederopstanding in dat andere rockgedaante van de band.

Veel nummers op dit en het volgende album gaan over Andersons privéleven: over zijn ervaringen in de liefde en de relatie met zijn ouders. Jaren later zou hij verklaren dat hij de teksten van sommige nummers van Stand Up en Benefit te persoonlijk vond. Ook vond hij dat ze vaak niet meer gelden; zijn visie op sommige omstandigheden was veranderd. Dit is een van de redenen waarom Jethro Tull sommige van deze nummers niet meer live speelt.

## Nummers
1. A New Day Yesterday
2. Jeffrey Goes to Leicester Square
3. Bourée
4. Back to the Family
5. Look into the Sun
6. Nothing Is Easy
7. Fat Man
8. We Used to Know
9. Reasons for Waiting
10. For a Thousand Mothers
11. Living in the Past¹
12. Driving Song¹
13. Sweet Dream¹
14. 17¹

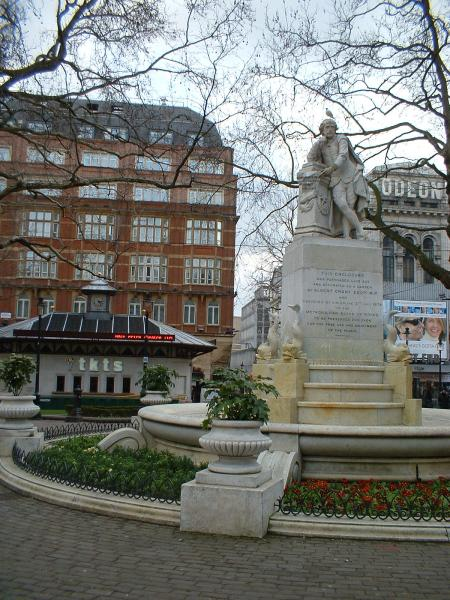
Leicester Square

¹Bonusnummers op de digitaal geremasterde versie.
- Bourée was wereldwijd een grote hit. Dit instrumentale nummer is gebaseerd op een stuk van Johann Sebastian Bach (het vijfde deel van de Suite voor luit in e klein, BWV 996). Het is tot op heden overigens de enige hit van betekenis voor Jethro Tull in Frankrijk. Misschien dat de titel van het nummer ermee te maken heeft: een bourrée (let op het verschil in spelling) is een Franse volksdans die gedaan werd op instrumentale muziek en populair was rond 1700. In bepaalde streken in Frankrijk is deze dans nog steeds gangbaar.

- Het bekende nummer Hotel California van The Eagles is mogelijk geïnspireerd door We Used to Know. Zij traden in deze periode ook op in het voorprogramma van Jethro Tull, en alhoewel hun nummer pas in 1976 werd uitgebracht, zochten zij een goed afsluitend nummer voor een concert zoals We Used to Know voor Jethro Tull toentertijd was.

## Bezetting
- Ian Anderson (dwarsfluit, akoestische gitaar, hammondorgel, piano, mandoline, balalaika, mondharmonica, zang)
- Martin Barre (elektrische gitaar, dwarsfluit)
- Clive Bunker (drums, 'alle soorten percussie')
- Glenn Cornick (basgitaar)

Gastmuzikant:
- David Palmer (arrangement voor orkest)
- onbekend orkest